# پرادانا
پرادانا (پرادهانا) ( سانسکریت: रजस्) به ریشه اصلی ماده، ماده اولیه، اطلاق می‌شود.

## پرادانا
طبق مکتب سامخیا، پرادانا (Pradhāna)، ریشه اصلی ماده است که به عنوان حالت تعادل سه گوناس: ساتوا، راجاس و تاماس، سه حالت پراکرتی (طبیعت مادی) تعریف شده‌است.

## ابدی و فراگیر
پرادانا و پراکرتی (پراکریتی) ابدی و فراگیر، نامحدود و علت مادی است که همه چیز را تولید می‌کند.

## سه رکن اساسی
معرفت تفکیکی سامخیا (سانکیها) بر سه رکن اساسی اساسی است:
1. اصل ناپیدا که همان مادهٔ اولیه یا هیولای اولی (prakrti-pradhana) است.
2. اصل پیدا (vyakti) که دگرگونیها یا پیدایش‌های پی در پی مادهٔ اولیه را شامل است.
3. روح که فاعل است بدون آن که فعلی انجام دهد پوروشا (purusa).[۱]